# Aretuza Lovi
Bruno Tutida Nascimento, mais conhecido como Aretuza Lovi (Cristalina, 9 de março de 1990), é um cantor, drag queen, apresentador, e humorista brasileiro.
O sobrenome teve influência do futebol: assistindo a uma reportagem sobre o jogador Vágner Love, a cantora adotou seu sobrenome, trocando o “E” pelo “I”.

## Carreira

### 2012–2014:PopStar
Aretuza estreiou sua carreira musical com a canção Striptease em novembro de 2012, ainda no mesmo ano foi apresentador do programa Play Diversão & Saúde, parceria de uma agência local com o Ministério da Saúde . 
Em seguida, a drag queen lançou "PopStar", single que dá nome a seu primeiro extended play. Logo assinando com o selo GW Music Records, tornando possível o lançamento do seu trabalho nas plataformas digitais, em abril de 2013. 
Além de cantora e apresentadora, a artista fez parte do projeto Ezatamentchy, um dos perfis de humor mais conhecidos no Brasil, que foi criada por um grupo com o objetivo de combater o preconceito no país.

### 2016–presente: Catuaba e primeiro álbum
Em 2016, integrou no elenco da 9ª temporada do programa Amor & Sexo, no qual participou do quadro Bishow. Ainda lançou os singles Nudes e Catuaba com participação de Gloria Groove, esse veio a se tornar seu primeiro sucesso, sendo uma das músicas mais tocadas durante o carnaval LGBTQ de 2017
. Logo após o reconhecimento nacional lançou uma nova canção junto com a sua primeira turnê nacional.
Em 2018 junto a Pabllo Vittar e Glória Groove lança a canção "Joga Bund*", sendo esse o carro-chefe do seu álbum de estréia, o vídeo dirigido por Felipe Sassi se tornou a colaboração de drag queens mais vista do YouTube, com mais de 40 milhões de visualizações.

## Discografia
A discografia de Aretuza Lovi consiste em 2 álbuns de estúdio, 2 extended plays (EP), 21 singles (incluindo 5 como artista convidada) e 1 single promocional lançados desde o início de sua carreira. 
Após o lançamento da canção eletrobrega "Striptease" em novembro de 2012, Aretuza assinou com a gravadora GW Music Records em 2013, possibilitando assim divulgar seu EP de estreia PopStar. Com sete faixas, entre elas uma parceria com o grupo Sapabonde e releituras de canções de sucesso internacional, o trabalho foi amplamente influenciado pelos samples e sintetizadores que moldavam o tecnobrega no Pará. As músicas foram gravadas de forma caseira em Belém, com microfones improvisados e sem estruturas básicas, como um isolamento acústico adequado. O videoclipe de seu primeiro single "Striptease" foi gravado em Brasília, com direção de Thales Sabino, sócio da boate Victoria Haus, onde a drag já atuava como apresentadora de shows e hostess. A canção atingiu a marca de 30 mil reproduções em poucos meses, um desempenho expressivo para artistas da cena drag na época.
No ano seguinte a sua estreia na plataforma ITunes, Lovi lançou o single "Amor Amigo". Em 2016, lançou seu terceiro videoclipe, “Nudes”. A canção é o primeiro trabalho de Aretuza para o seu segundo EP, que leva o mesmo nome do single. O vídeo contou com a participação do ex-ator pornográfico gay Harry Louis. O EP "Nudes" contou com 5 faixas inéditas e um remix, incluindo releituras de canções internacionais, como a faixa "Porry".

### Extended play(EPs)
| Título  | Detalhes do álbum                                                                        | Tracklist |
| ------- | ---------------------------------------------------------------------------------------- | --- |
| PopStar | - Lançado: 5 de abril de 2013 - Gravadora: GW Music Records - Formatos: Download digital | 1. "Solteira" 2. "Blusinha Decotada" 3. "Striptease" 4. "Tô na Balada" 5. "PopStar" 6. "Meduza" 7. "Vou Curtir" |

| Título | Detalhes do álbum                                                                           | Tracklist                                                                                    |
| ------ | ------------------------------------------------------------------------------------------- | -------------------------------------------------------------------------------------------- |
| Nudes  | - Lançado: 27 de janeiro de 2016 - Gravadora: GW Music Records - Formatos: Download digital | 1. "Porry" 2. "Nudes" 3. "Stop" 4. "Travequeiro" 5. "Salto 15" 6. "Porry (Extended Version)" |

### Álbuns
| Título     | Detalhes do álbum                                                                              | Tracklist |
| ---------- | ---------------------------------------------------------------------------------------------- | --- |
| Mercadinho | - Lançado: 13 de julho de 2018 - Gravadora: Sony Music Brasil - Formatos: CD, download digital | 1. "Joga Bunda" 2. "Não Quero Seu (Din Din)" 3. "Batcu" 4. "Movimento" 5. "Arrependida" 6. "Amor Mutante" 7. "Que Não Falte Amor" 8. "Bambolê" 9. "Pisa Menos" 10. "Quem Dá o Papo" 11. "Catuaba (Ruxell Remix)" 12. "Vagabundo (Ruxell Remix)" |

| Título         | Detalhes do álbum                                                             | Tracklist |
| -------------- | ----------------------------------------------------------------------------- | --- |
| Borogodó pt. 1 | - Lançado: 11 de agosto de 2022 - Gravadora: TBA - Formatos: download digital | 1. "Swing Louco" 2. "Vitamina" 3. "Drama" 4. "Baião de Dois" 5. "Sócia" 6. "Quero Não" 7. "Denguinho" 8. "Drag Triste" |

## Singles

### Como artista principal
| Ano  | Canção                                             | Álbum                         |
| ---- | -------------------------------------------------- | ----------------------------- |
| 2012 | "Striptease"                                       | PopStar                       |
| 2014 | "Amor Amigo"                                       | Não adicionado a nenhum álbum |
| 2016 | "Nudes" (part. Harry Louis)                        | Nudes                         |
| 2016 | "Catuaba" (part. Gloria Groove)                    | Não adicionado a nenhum álbum |
| 2017 | "Vagabundo"                                        | Não adicionado a nenhum álbum |
| 2018 | "Joga Bunda" (part. Pabllo Vittar e Gloria Groove) | Mercadinho                    |
| 2018 | "Arrependida" (part. Solange Almeida)              | Mercadinho                    |
| 2018 | "Movimento" (part. IZA)                            | Mercadinho                    |
| 2019 | "Geladinho"                                        | Não adicionado a nenhum álbum |
| 2020 | "I Love You Corote"                                | Não adicionado a nenhum álbum |
| 2020 | "Dodói" (part. Thiaguinho MT)                      | Não adicionado a nenhum álbum |
| 2021 | "Colarzinho de Miçanga"                            | Não adicionado a nenhum álbum |
| 2022 | "Swing Louco"                                      | Borogodó pt. 1                |
| 2022 | "Denguinho"                                        | Borogodó pt. 1                |
| 2022 | "Baião de Dois" (part. Getúlio Abelha)             | Borogodó pt. 1                |
| 2022 | "Sócia" (part. Lia Clark e Thiago Pantaleão)       | Borogodó pt. 1                |

### Como artista convidado
| Ano  | Canção                                                                 | Álbum                         |
| ---- | ---------------------------------------------------------------------- | ----------------------------- |
| 2017 | "Não Fique Parado" (Banda Lolyta feat. Aretuza Lovi)                   | A Festa Começou               |
| 2018 | "Pac Pac" (PANKADON feat. MC Loma e as Gêmeas Lacração e Aretuza Lovi) | Não adicionado a nenhum álbum |
| 2018 | "De Levin" (Lary feat. Valesca Popozuda e Aretuza Lovi)                | Não adicionado a nenhum álbum |
| 2021 | "Pessoa Certa" (Jotta A feat. Aretuza Lovi)                            | Não adicionado a nenhum álbum |
| 2021 | "Te Dar (Amor)" (MATTEUS feat. Aretuza Lovi)                           | Não adicionado a nenhum álbum |

### Single promocional
| Ano  | Canção                                        | Álbum         |
| ---- | --------------------------------------------- | ------------- |
| 2019 | "Hipotenusa" (Descomplica feat. Aretuza Lovi) | Relashow 2019 |

## Vida pessoal
Aretuza tem filho e se considera gay.